# Murina fusca
Murina fusca là một loài động vật có vú trong họ Dơi muỗi, bộ Dơi. Loài này được Sowerby mô tả năm 1922.